# Джанлука Пессотто
Джанлука Пессотто (італ. Gianluca Pessotto; нар. 11 серпня 1970, Латізана) — італійський футболіст, захисник. По завершенні ігрової кар'єри — спортивний функціонер, працює у клубній структурі туринського «Ювентуса».
Як гравець насамперед відомий виступами за клуб «Ювентус», а також національну збірну Італії.
Чотириразовий чемпіон Італії. Триразовий володар Суперкубка Італії з футболу. Переможець Ліги чемпіонів УЄФА. Володар Суперкубка УЄФА. Володар Міжконтинентального кубка. Володар Кубка Інтертото.

## Клубна кар'єра
Вихованець футбольної школи клубу «Мілан».
У дорослому футболі дебютував 1989 року виступами за команду клубу «Варезе», в якій провів два сезони, взявши участь у 64 матчах чемпіонату.
Згодом з 1991 по 1995 рік грав у складі команд клубів «Массезе», «Болонья», «Верона» та «Торіно».
1995 року перейшов до клубу «Ювентус», за який відіграв 11 сезонів. Більшість часу, проведеного у складі «Ювентуса», був основним гравцем захисту команди. За цей час чотири рази виборював титул чемпіона Італії, ставав переможцем Ліги чемпіонів УЄФА, володарем Суперкубка УЄФА, володарем Міжконтинентального кубка, володарем Кубка Інтертото. Завершив професійну кар'єру футболіста виступами за команду «Ювентус» у 2006 році.
П'ятий титул чемпіона Італії, завойований Пессотто разом з «Ювентусом» в сезоні 2004–05, згодом було анульовано у результаті розслідування корупційного скандалу 2006 року, коли туринський клуб було позбавлено двох останніх чемпіонських титулів та понижено у класі до Серії B.

## Виступи за збірні
1987 року дебютував у складі юнацької збірної Італії, взяв участь у 6 іграх на юнацькому рівні (U-17), відзначившись 1 забитими голами.
1996 року дебютував в офіційних матчах у складі національної збірної Італії. Протягом кар'єри у національній команді, яка тривала 7 років, провів у формі головної команди країни 22 матчі. У складі збірної був учасником чемпіонату світу 1998 року у Франції, а також чемпіонату Європи 2000 року у Бельгії та Нідерландах, де разом з командою здобув «срібло».

## Після завершення кар'єри гравця
Вирішивши завершити виступи на футбольному полі, отримав пропозицію залишитися у клубній структурі «Ювентуса» на управлінській посаді. Наразі опікується організаційними питаннями функціонування молодіжної команди клубу.
Невдовзі після закінчення кар'єри футболіста у червні 2006 року Пессотто зазнав численних ушкоджень унаслідок падіння з вікна четвертого поверху. Згодом Пессотто спростував чутки про те, що цей інцидент був спробою самогубства, визнавши, втім, що перебував у стані депресії, пов'язаної із завершенням спортивної кар'єри.
| Дата       | Місто          | Господарі | Результат             | Гості       | Турнір                | Голи | Примітки   |
| ---------- | -------------- | --------- | --------------------- | ----------- | --------------------- | ---- | ---------- |
| 09/10/1996 | Перуджа        | Італія    | 1 – 0                 | Грузія      | Відбір до ЧС 1998     | -    |            |
| 29/10/1997 | Москва         | Росія     | 1 – 1                 | Італія      | Відбір до ЧС 1998     | -    |            |
| 15/11/1997 | Неаполь        | Італія    | 1 – 0                 | Росія       | Відбір до ЧС 1998     | -    |            |
| 02/06/1998 | Гетеборг       | Швеція    | 1 – 0                 | Італія      | товариський матч      | -    |            |
| 23/06/1998 | Сен-Дені       | Італія    | 2 – 1                 | Австрія     | ЧС 1998 - 1-й етап    | -    |            |
| 27/06/1998 | Марсель        | Італія    | 1 – 0                 | Норвегія    | ЧС 1998 - 1/8 фіналу  | -    |            |
| 03/07/1998 | Париж          | Італія    | 0 – 0 д.ч. (3-4 п.п.) | Франція     | ЧС 1998 - чвертьфінал | -    |            |
| 05/09/1998 | Ліверпуль      | Уельс     | 0 – 2                 | Італія      | Відбір до ЧЄ 2000     | -    |            |
| 18/11/1998 | Салерно        | Італія    | 2 – 2                 | Іспанія     | товариський матч      | -    |            |
| 16/12/1998 | Рим            | Італія    | 6 – 2                 | Зірки світу | товариський матч      | -    |            |
| 13/11/1999 | Лечче          | Італія    | 1 – 3                 | Бельгія     | товариський матч      | -    |            |
| 23/02/2000 | Палермо        | Італія    | 1 – 0                 | Швеція      | товариський матч      | -    |            |
| 29/03/2000 | Барселона      | Іспанія   | 2 – 0                 | Італія      | товариський матч      | -    |            |
| 26/04/2000 | Реджо-Калабрія | Італія    | 2 – 0                 | Португалія  | товариський матч      | -    |            |
| 03/06/2000 | Осло           | Норвегія  | 1 – 0                 | Італія      | товариський матч      | -    |            |
| 11/06/2000 | Арнем          | Туреччина | 1 – 2                 | Італія      | ЧЄ 2000 - 1-й етап    | -    |            |
| 19/06/2000 | Ейндговен      | Італія    | 2 – 1                 | Швеція      | ЧЄ 2000 - 1-й етап    | -    |            |
| 24/06/2000 | Брюссель       | Італія    | 2 – 0                 | Румунія     | ЧЄ 2000 - чвертьфінал | -    |            |
| 29/06/2000 | Амстердам      | Італія    | 0 – 0 д.ч. (3-1 п.п.) | Нідерланди  | ЧЄ 2000 - півфінал    | -    |            |
| 02/07/2000 | Роттердам      | Франція   | 2 – 1                 | Італія      | ЧЄ 2000 - Фінал       | -    | 2-ге місце |
| 28/02/2001 | Рим            | Італія    | 1 – 2                 | Аргентина   | товариський матч      | -    |            |
| 17/04/2002 | Мілан          | Італія    | 1 – 1                 | Уругвай     | товариський матч      | -    |            |
| Усього     |                | Матчів    | 22                    |             | Голів                 | 0    |            |

## Титули і досягнення
- Чемпіон Італії (4):

«Ювентус»: 1996–97, 1997–98, 2001–02, 2002–03
- Чемпіон Італії (титул анульовано):

«Ювентус»: 2004–05
- Володар Суперкубка Італії з футболу (3):

«Ювентус»: 1997, 2002, 2003
- Переможець Ліги чемпіонів УЄФА (1):

«Ювентус»: 1995–96
- Володар Суперкубка УЄФА (1):

«Ювентус»: 1996
- Володар Міжконтинентального кубка (1):

«Ювентус»: 1996
- Володар Кубка Інтертото (1):

«Ювентус»: 1999
- Віце-чемпіон Європи: 2000